# Centralizator i normalizator
Centralizator (centrum), normalizator – specjalne podgrupy danej grupy mające szerokie zastosowaniu w jej badaniu.

## Centralizator
Niech {\displaystyle x\in G.} Centralizatorem elementu {\displaystyle x} nazywamy podgrupę
{\displaystyle C_{G}(x)=\{g\in G:gx=xg\}.}
Centralizator elementu zawiera więc wszystkie elementy przemienne z danym.
Powyższą konstrukcję można uogólnić do dowolnego podzbioru {\displaystyle G,} niekoniecznie będącego podgrupą.
Centralizatorem zbioru {\displaystyle H\subset G} nazywamy grupę
{\displaystyle C(H)=\{g\in G:\forall _{h\in H}\;gh=hg\}.}
Grupa ta jest przemienna z każdym z elementów zbioru {\displaystyle H.}

### Centrum
Centrum grupy – szczególny przypadek centralizatora:
{\displaystyle Z(G)=C_{G}(G).}
Centrum jest więc podgrupą elementów, które są przemienne z każdym elementem grupy {\displaystyle G,} mamy zatem
{\displaystyle Z(G)=\{x\in G:\forall _{g\in G}xg=gx\}.}
O centralizatorze elementu {\displaystyle x} można myśleć jako o największej (w sensie inkluzji) podgrupie {\displaystyle H\leqslant G} zawierającej {\displaystyle x} w swoim centrum {\displaystyle Z(H).}
Indeks grupy względem centrum {\displaystyle (G:Z(G))} można interpretować jako wskaźnik abelowości grupy – im mniejsza to liczba, tym więcej elementów w grupie jest ze sobą przemiennych i odwrotnie.
W ten sam sposób definiujemy centrum pierścienia, {\displaystyle Z(R).}

#### Twierdzenie Schura
Jeśli {\displaystyle (G:Z(G))<\infty ,} to {\displaystyle |[G,G]|<\infty .}
Dowód twierdzenia Schura Czytelnik znajdzie w.

## Normalizator
Dopełnieniem konceptu centralizatora jest tzw. normalizator zbioru {\displaystyle H\subset G.}
Normalizatorem {\displaystyle H} w {\displaystyle G} jest podgrupa
{\displaystyle N_{G}(H)=\{g\in G:gH=Hg\}\leqslant G.}
Normalizator swoją nazwę zawdzięcza faktowi, że jeśli {\displaystyle H\leqslant G,} to {\displaystyle N_{G}(H)} jest największą podgrupą {\displaystyle G} mającą {\displaystyle H} jako swoją podgrupę normalną.

### Działanie grupy na zbiorze
Niech {\displaystyle H\leqslant G} będzie dowolną podgrupą. Rozpatrzmy działanie grupy {\displaystyle \varphi :G\to \Sigma _{G/H}} grupy {\displaystyle G} na zbiorze warstw {\displaystyle G/H} zadane wzorem {\displaystyle \varphi _{g}(aH)=gaH.} Wówczas {\displaystyle \ker \varphi =\bigcap _{g\in G}\;gHg^{-1}\leqslant H} jest podgrupą normalną {\displaystyle G.} Jest to największa ze względu na zawieranie podgrupa normalna zawarta w {\displaystyle H.}
Jeśli {\displaystyle H\triangleleft G,} to {\displaystyle H=\ker \varphi }

## Oznaczenia
W oznaczeniach centralizatora i normalizatora, o ile nie prowadzi to do nieporozumień, można pominąć indeks oznaczający grupę względem której rozpatruje się centralizator lub normalizator danego elementu, czy zbioru. W grupie {\displaystyle G} mamy więc {\displaystyle C(H)\equiv C_{G}(H)} oraz {\displaystyle N(H)\equiv N_{G}(H)} dla dowolnego zbioru {\displaystyle H\subset G.}

## Własności
Niech {\displaystyle G,G_{1},G_{2}} będą grupami, {\displaystyle H\subset G{:}}
- Niech {\displaystyle a,b\in G.} {\displaystyle a\in C(b)\iff b\in C(a),} co zachodzi wtedy i tylko wtedy, gdy {\displaystyle a} i {\displaystyle b} komutują ze sobą.
  - Jeśli {\displaystyle G=\{a\},} to {\displaystyle N(S)=C(S)=C(a).}
- Jeśli {\displaystyle G} jest abelowa, to {\displaystyle C(H)=G} oraz {\displaystyle N(H)=G,}
  - grupa {\displaystyle G} jest abelowa {\displaystyle \iff Z(G)=G.}
- {\displaystyle C(H)} jest zawsze podgrupą normalną {\displaystyle N(H),}
  - {\displaystyle Z(G)} jest podgrupą normalną {\displaystyle G.}
- {\displaystyle Z(G_{1}\times G_{2})=Z(G_{1})\times Z(G_{2})}
- Jeśli grupa ilorazowa {\displaystyle G/Z(G)} jest cykliczna, to {\displaystyle G} jest abelowa.
- Jeśli {\displaystyle G} jest grupą nieabelową, to jej indeks względem {\displaystyle Z(G)} jest większy od {\displaystyle 3.}
- Jeśli {\displaystyle X\neq \varnothing ,} to {\displaystyle Z(G^{X})=(Z(G))^{X}.}